# Le Grand-Madieu
Le Grand-Madieu (Lo Grand Mas Diu en marchois, dialecte occitan) est une commune du Sud-Ouest de la France, située dans le département de la Charente (région Nouvelle-Aquitaine).
Ses habitants sont appelés depuis peu les Madieusains et les Madieusaines.

## Géographie

### Localisation et accès
Le Grand-Madieu est une commune du nord-est de la Charente située à 5 km au nord de Saint-Claud, le chef-lieu de son canton, et 39 km au nord-est d'Angoulême.
Elle est aussi à 6 km au sud de Champagne-Mouton, 12 km de Roumazières-Loubert, 13 km de Chasseneuil, 19 km de Confolens sa sous-préfecture, 22 km de Mansle et de Ruffec.
Les routes principales desservant la commune et se croisant au bourg sont la D 28, route nord-sud de Saint-Claud à Champagne-Mouton, et la D 15, route de Valence aux Trois-Chênes (sur la D.951 en direction de Confolens), d'est en ouest. La D 951, route d'Angoulême à Confolens et Bellac et route Centre-Europe Atlantique, passe à 5 km au sud-est de la commune.
La gare la plus proche est celle de Roumazières-Loubert, desservie par des TER à destination d'Angoulême et de Limoges.

### Hameaux et lieux-dits
Le bourg du Grand-Madieu renferme la majorité de la population de la commune.
Quelques hameaux : les Mandinaux, sur la route de Saint-Laurent-de-Céris ; la Vergne, Panissaud, dans le sud de la commune ; Chez Vallet et Chez Peyrat, dans l'ouest, etc..

### Communes limitrophes
|        | Le Vieux-Cérier |                        |
| Turgon | du Grand-Madieu | Saint-Laurent-de-Céris |
| Parzac | Saint-Claud     |                        |

### Géologie et relief
Géologiquement, la commune est dans le calcaire du Jurassique du Bassin aquitain, comme toute la moitié nord du département de la Charente. Plus particulièrement, le Bajocien (Dogger) occupe la partie sud de la commune. On trouve aussi le Jurassique inférieur (ou Lias), qui commence à l'extrémité sud-est. D'importants épandages d'altérites et dépôts du Tertiaire en provenance du Massif central sous forme d'argile à silex et d'argile marbrée couvrent le plateau sur une grande partie du territoire communal,,.
Le relief de la commune est celui d'un plateau assez élevé légèrement incliné vers le sud, d'une altitude moyenne de 160 m. Le point culminant est à une altitude de 191 m, situé au sud-est près de Panissaud. Le point le plus bas est à 124 m, situé en limite sud de la commune au bord de la Sonnette non loin du viaduc. Le bourg est à 173 m d'altitude.

### Hydrographie

#### Réseau hydrographique

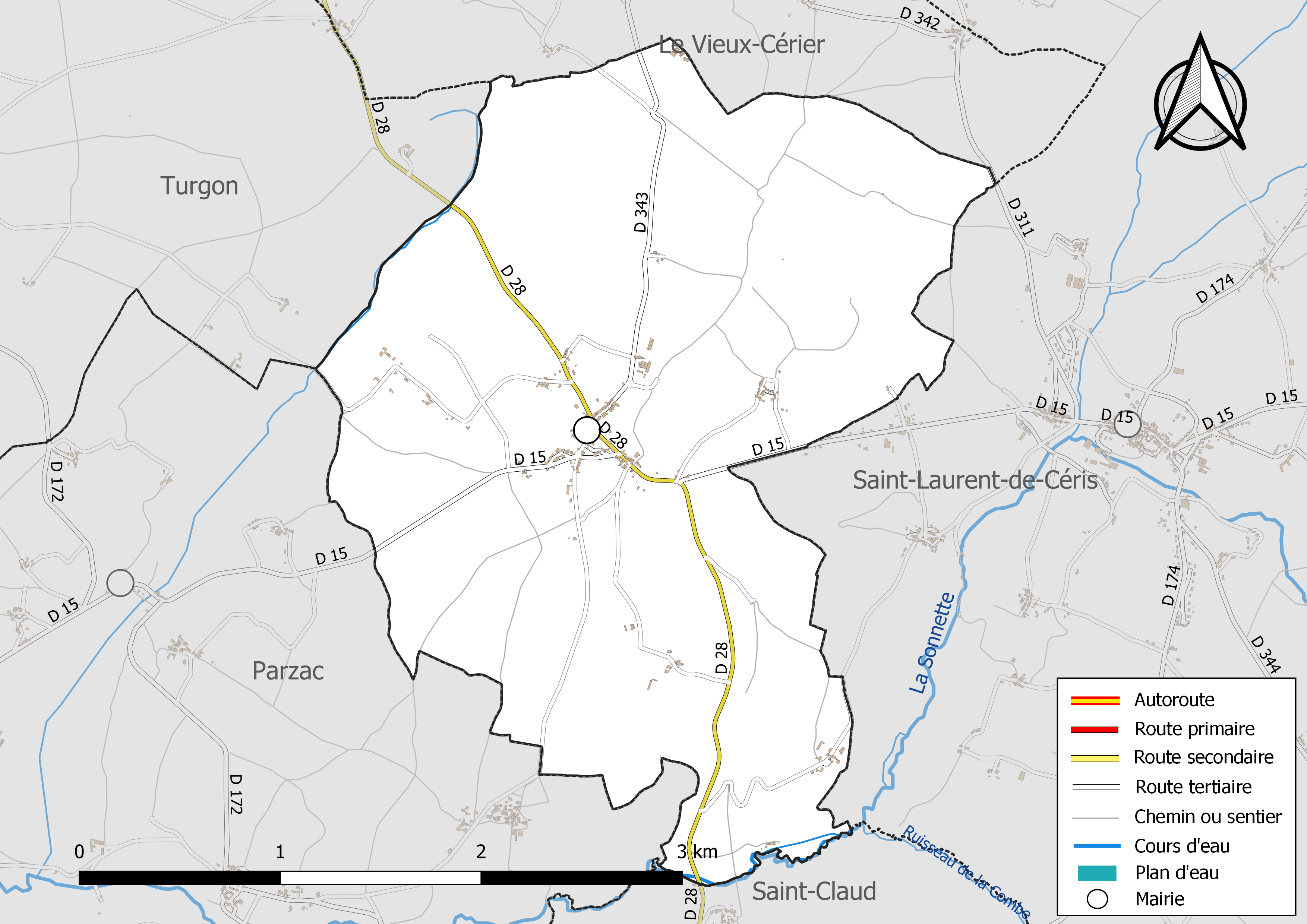
Réseaux hydrographique et routier du Grand-Madieu.

La commune est située dans le bassin versant de la Charente au sein  du Bassin Adour-Garonne. Elle est drainée par la Sonnette et par un petit cours d'eau, qui constituent un réseau hydrographique de 2 km de longueur totale,.
La commune est entièrement comprise dans le plateau qui sépare les bassins du Son-Sonnette et de l'Argentor, affluents de la Charente. La Sonnette lui sert de limite méridionale et la sépare de la commune de Saint-Claud.
Un ruisseau intermittent, affluent de la Sonnette passant à Parzac, fait la limite nord-ouest et traverse un étang. On trouve aussi quelques fontaines : près du bourg à la Fontaine et au sud, la fontaine Moutard, qui crée un minuscule affluent de la Sonnette.

#### Gestion des eaux
Le territoire communal est couvert par le schéma d'aménagement et de gestion des eaux (SAGE) « Charente ». Ce document de planification, dont le territoire correspond au bassin de la Charente, d'une superficie de 9 300 km2, a été approuvé le 19 novembre 2019. La structure porteuse de l'élaboration et de la mise en œuvre est l'établissement public territorial de bassin Charente. Il définit sur son territoire les objectifs généraux d’utilisation, de mise en valeur et de protection quantitative et qualitative des ressources en eau superficielle et souterraine, en respect des objectifs de qualité définis dans le troisième SDAGE  du Bassin Adour-Garonne qui couvre la période 2022-2027, approuvé le 10 mars 2022.

### Climat
Comme dans les trois quarts sud et ouest du département, le climat est océanique aquitain, légèrement dégradé car la commune se situe aux abords de la Charente limousine.

## Urbanisme

### Typologie
Au 1er janvier 2024, Le Grand-Madieu est catégorisée commune rurale à habitat dispersé, selon la nouvelle grille communale de densité à 7 niveaux définie par l'Insee en 2022.
Elle est située hors unité urbaine et hors attraction des villes,.

### Occupation des sols
L'occupation des sols de la commune, telle qu'elle ressort de la base de données européenne d’occupation biophysique des sols Corine Land Cover (CLC), est marquée par l'importance des territoires agricoles (69,3 % en 2018), une proportion sensiblement équivalente à celle de 1990 (69,1 %). La répartition détaillée en 2018 est la suivante : 
prairies (42,6 %), forêts (27,2 %), terres arables (24,6 %), zones urbanisées (3,5 %), zones agricoles hétérogènes (2,1 %). L'évolution de l’occupation des sols de la commune et de ses infrastructures peut être observée sur les différentes représentations cartographiques du territoire : la carte de Cassini (XVIIIe siècle), la carte d'état-major (1820-1866) et les cartes ou photos aériennes de l'IGN pour la période actuelle (1950 à aujourd'hui).

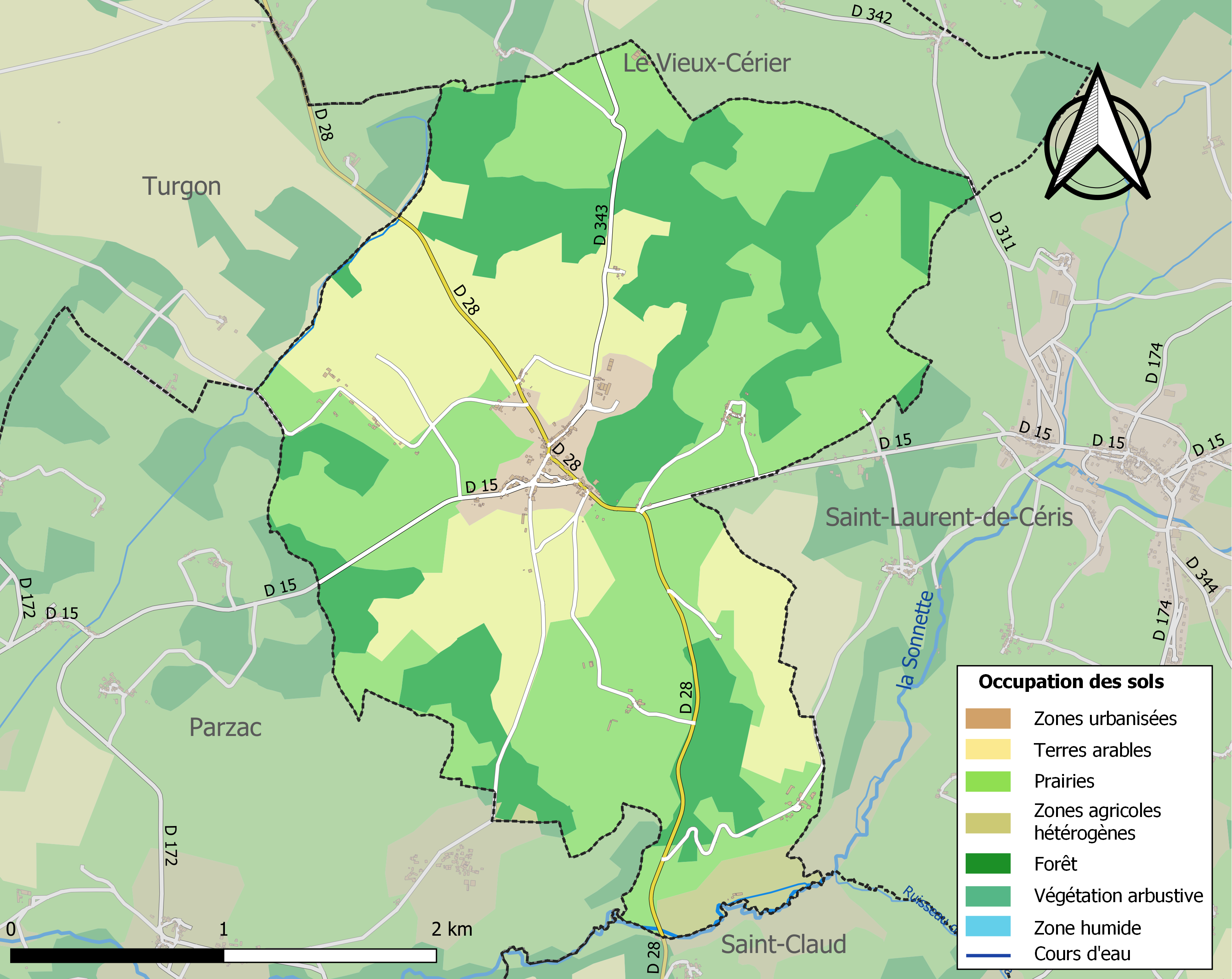
Carte des infrastructures et de l'occupation des sols de la commune en 2018 (CLC).

### Risques majeurs
Le territoire de la commune du Grand-Madieu est vulnérable à différents aléas naturels : météorologiques (tempête, orage, neige, grand froid, canicule ou sécheresse), mouvements de terrains et séisme (sismicité faible). Un site publié par le BRGM permet d'évaluer simplement et rapidement les risques d'un bien localisé soit par son adresse soit par le numéro de sa parcelle.

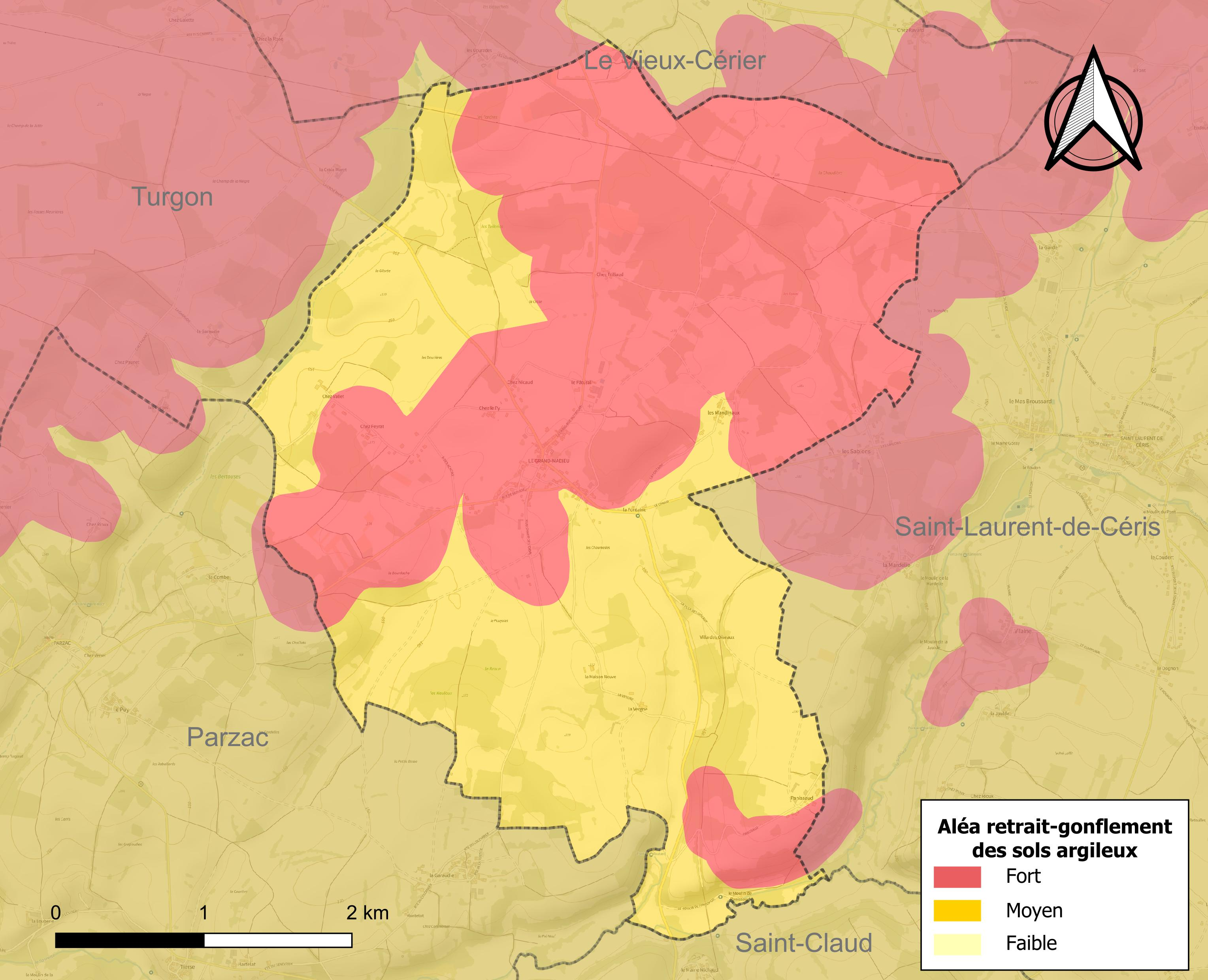
Carte des zones d'aléa retrait-gonflement des sols argileux du Grand-Madieu.

Les mouvements de terrains susceptibles de se produire sur la commune sont des affaissements et effondrements liés aux cavités souterraines (hors mines). Par ailleurs, afin de mieux appréhender le risque d’affaissement de terrain, l'inventaire national des cavités souterraines permet de localiser celles situées sur la commune.
Le retrait-gonflement des sols argileux est susceptible d'engendrer des dommages importants aux bâtiments en cas d’alternance de périodes de sécheresse et de pluie. La totalité de la commune est en aléa moyen ou fort (67,4 % au niveau départemental et 48,5 % au niveau national). Sur les 113 bâtiments dénombrés sur la commune en 2019, 113 sont en aléa moyen ou fort, soit 100 %, à comparer aux 81 % au niveau départemental et 54 % au niveau national. Une cartographie de l'exposition du territoire national au retrait gonflement des sols argileux est disponible sur le site du BRGM,.
Par ailleurs, afin de mieux appréhender le risque d’affaissement de terrain, l'inventaire national des cavités souterraines permet de localiser celles situées sur la commune.
La commune a été reconnue en état de catastrophe naturelle au titre des dommages causés par les inondations et coulées de boue survenues en 1982, 1983 et 1999. Concernant les mouvements de terrains, la commune a été reconnue en état de catastrophe naturelle au titre des dommages causés par la sécheresse en 2003 et 2009 et par des mouvements de terrain en 1999.

## Toponymie
Une forme ancienne est Mansus Dei (sans date), le mas Dieu, signifiant « la maison de Dieu ». Mas vient du latin mansus, signifiant au Moyen Âge « exploitation rurale », passée en occitan « habitation rurale ». Le Grand-Madieu était le siège d'une importante commanderie templière.

### Langues
La commune est dans la partie occitane de la Charente qui en occupe le tiers oriental, et le dialecte est marchois.
Elle se nomme Lo Grand Mas Diu en occitan.

## Histoire
Au cours du Moyen Âge, Le Grand-Madieu se trouvait, avec Cellefrouin, sur un itinéraire secondaire est-ouest fréquenté par les pèlerins qui allaient au sanctuaire de Saint-Jacques-de-Compostelle et aux reliques de saint Eutrope à Saintes.
Pendant la première moitié du XXe siècle, la commune était desservie par la voie ferrée de Ruffec à Roumazières. La gare était située entre le bourg et Saint-Laurent-de-Céris.

### Les Templiers et les Hospitaliers
Le Grand-Madieu constituait avec le Petit-Madieu, dans la commune de Roumazières-Loubert, et le Chambon, dans la commune de Saint-Maurice-des-Lions, une importante commanderie de l'ordre de Saint-Jean de Jérusalem, d'origine templière, qui dès le XVIe siècle avait le titre de châtellenie.
Au XVIe siècle, le commandeur du Grand-Madieu nommait un sénéchal et un procureur fiscal pour l'exercice de sa justice.
De l'ancienne commanderie, il reste l'église Saint-Jean Baptiste. L'ancien logis, au nord-est de l'église, est en ruines. L'église paroissiale Saint-Jean Baptiste, bâtie à la fin du XIIe siècle, était l'ancienne église de la commanderie. Elle a été inscrite aux monuments historiques le 12 octobre 1973.

## Politique et administration
Le Grand Madieu en 1793, puis Masdieu-le-Grand en 1801 la commune est redevenue Le Grand-Madieu.

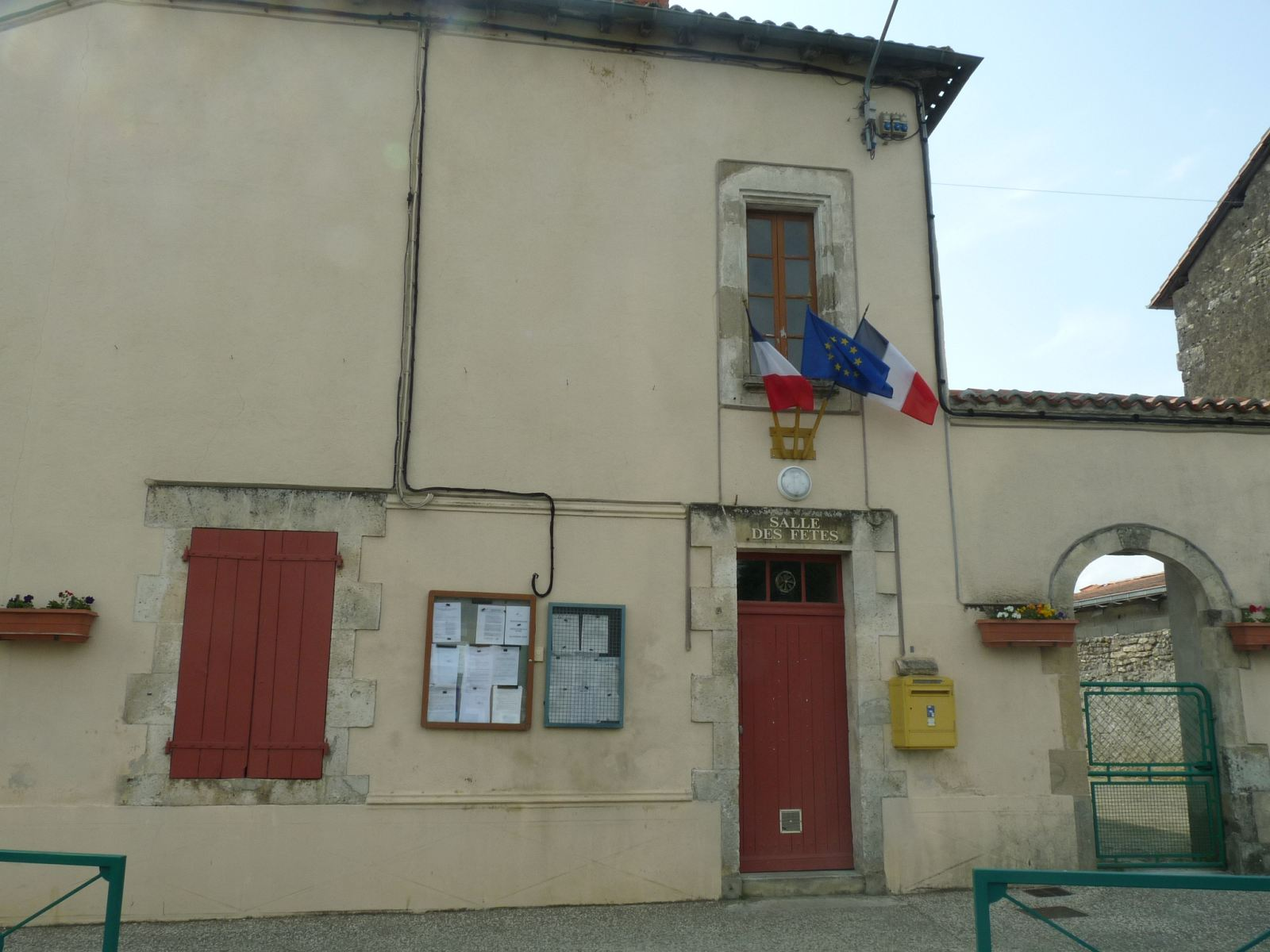
La mairie, au bourg.

| Période                                  | Période      | Identité                                           | Étiquette | Qualité                                     |
| ---------------------------------------- | ------------ | -------------------------------------------------- | --------- | ------------------------------------------- |
| Les données manquantes sont à compléter. |              |                                                    |           |                                             |
| 1987                                     | 2001         | Raymond Duprat                                     |           |                                             |
| 2001                                     | 2008         | Michel Noble                                       | SE        | vice-président de la Communauté de Communes |
| 2008                                     | 2015 (décès) | Jean-Pierre Mathias                                | SE        |                                             |
| nov. 2015                                | En cours     | Jean-Claude Mesnier Réélu pour le mandat 2020-2026 |           |                                             |

## Démographie

### Évolution démographique
L'évolution du nombre d'habitants est connue à travers les recensements de la population effectués dans la commune depuis 1793. Pour les communes de moins de 10 000 habitants, une enquête de recensement portant sur toute la population est réalisée tous les cinq ans, les populations de référence des années intermédiaires étant quant à elles estimées par interpolation ou extrapolation. Pour la commune, le premier recensement exhaustif entrant dans le cadre du nouveau dispositif a été réalisé en 2005.

En 2022, la commune comptait 154 habitants, en évolution de −10,98 % par rapport à 2016 (Charente : −0,48 %, France hors Mayotte : +2,11 %).
| 1793 | 1800 | 1806 | 1821 | 1831 | 1841 | 1846 | 1851 | 1856 |
| ---- | ---- | ---- | ---- | ---- | ---- | ---- | ---- | ---- |
| 420  | 420  | 427  | 452  | 432  | 442  | 462  | 461  | 450  |

| 1861 | 1866 | 1872 | 1876 | 1881 | 1886 | 1891 | 1896 | 1901 |
| ---- | ---- | ---- | ---- | ---- | ---- | ---- | ---- | ---- |
| 421  | 426  | 383  | 359  | 390  | 384  | 373  | 406  | 403  |

| 1906 | 1911 | 1921 | 1926 | 1931 | 1936 | 1946 | 1954 | 1962 |
| ---- | ---- | ---- | ---- | ---- | ---- | ---- | ---- | ---- |
| 406  | 364  | 286  | 279  | 254  | 245  | 208  | 250  | 250  |

| 1968 | 1975 | 1982 | 1990 | 1999 | 2005 | 2006 | 2010 | 2015 |
| ---- | ---- | ---- | ---- | ---- | ---- | ---- | ---- | ---- |
| 205  | 208  | 188  | 170  | 149  | 169  | 174  | 156  | 172  |

| 2020 | 2022 | - | - | - | - | - | - | - |
| ---- | ---- | - | - | - | - | - | - | - |
| 156  | 154  | - | - | - | - | - | - | - |

### Pyramide des âges
La population de la commune est relativement âgée.
En 2018, le taux de personnes d'un âge inférieur à 30 ans s'élève à 15,4 %, soit en dessous de la moyenne départementale (30,2 %). À l'inverse, le taux de personnes d'âge supérieur à 60 ans est de 47,4 % la même année, alors qu'il est de 32,3 % au niveau départemental.
En 2018, la commune comptait 92 hommes pour 76 femmes, soit un taux de 54,76 % d'hommes, largement supérieur au taux départemental (48,41 %).
Les pyramides des âges de la commune et du département s'établissent comme suit.
| Hommes | Classe d’âge | Femmes |
| ------ | ------------ | ------ |
| 0,0    | 90 ou +      | 4,2    |
| 14,1   | 75-89 ans    | 11,3   |
| 28,2   | 60-74 ans    | 38,0   |
| 18,8   | 45-59 ans    | 26,8   |
| 16,5   | 30-44 ans    | 12,7   |
| 8,2    | 15-29 ans    | 1,4    |
| 14,1   | 0-14 ans     | 5,6    |

| Hommes | Classe d’âge | Femmes |
| ------ | ------------ | ------ |
| 1      | 90 ou +      | 2,7    |
| 9,2    | 75-89 ans    | 12     |
| 20,6   | 60-74 ans    | 21,3   |
| 20,7   | 45-59 ans    | 20,3   |
| 16,8   | 30-44 ans    | 16     |
| 15,6   | 15-29 ans    | 13,4   |
| 16,1   | 0-14 ans     | 14,3   |

### Remarques
La commune qui a perdu entre 1850 et 1950 plus de 65 % de sa population a maintenant réussi à se stabiliser vers 170 habitants.

## Économie
C'est une commune agricole qui compte quelques artisans, un garagiste, un maçon et un coiffeur.

## Équipements, services et vie locale
Tous les équipements et services se trouvent à Saint-Claud.

### Patrimoine religieux

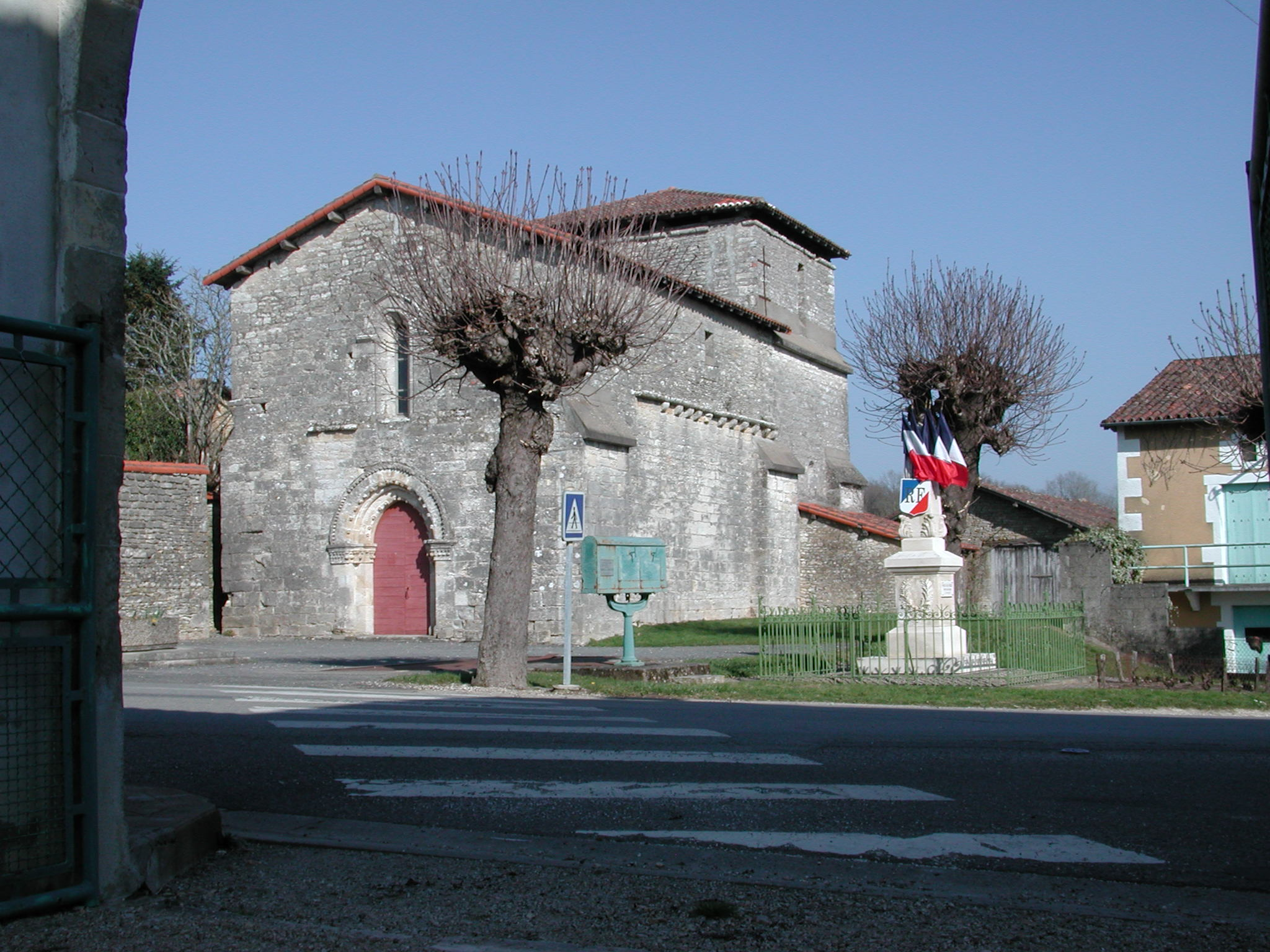
L'église et le monument aux morts.

## Lieux et monuments

### Patrimoine civil
- Le viaduc ferroviaire, dit viaduc de la Sonnette n'a plus vu passer de trains depuis les années 1950. Ouvrage construit entre 1902 et 1905 sur l’ancienne ligne SNCF reliant Ruffec à Roumazières sur les communes du Grand-Madieu et de Saint-Claud où il enjambe la vallée de la Sonnette : sa portée est de 195,50 m et sa hauteur est de 26,30 m ; il possède 10 piles et 11 arcades. Il est inscrit monument historique depuis le 27 septembre 2004[39].
- Le Grand-Madieu a sous ses pieds un vaste réseau de souterrains qui datent de la guerre de Cent Ans.

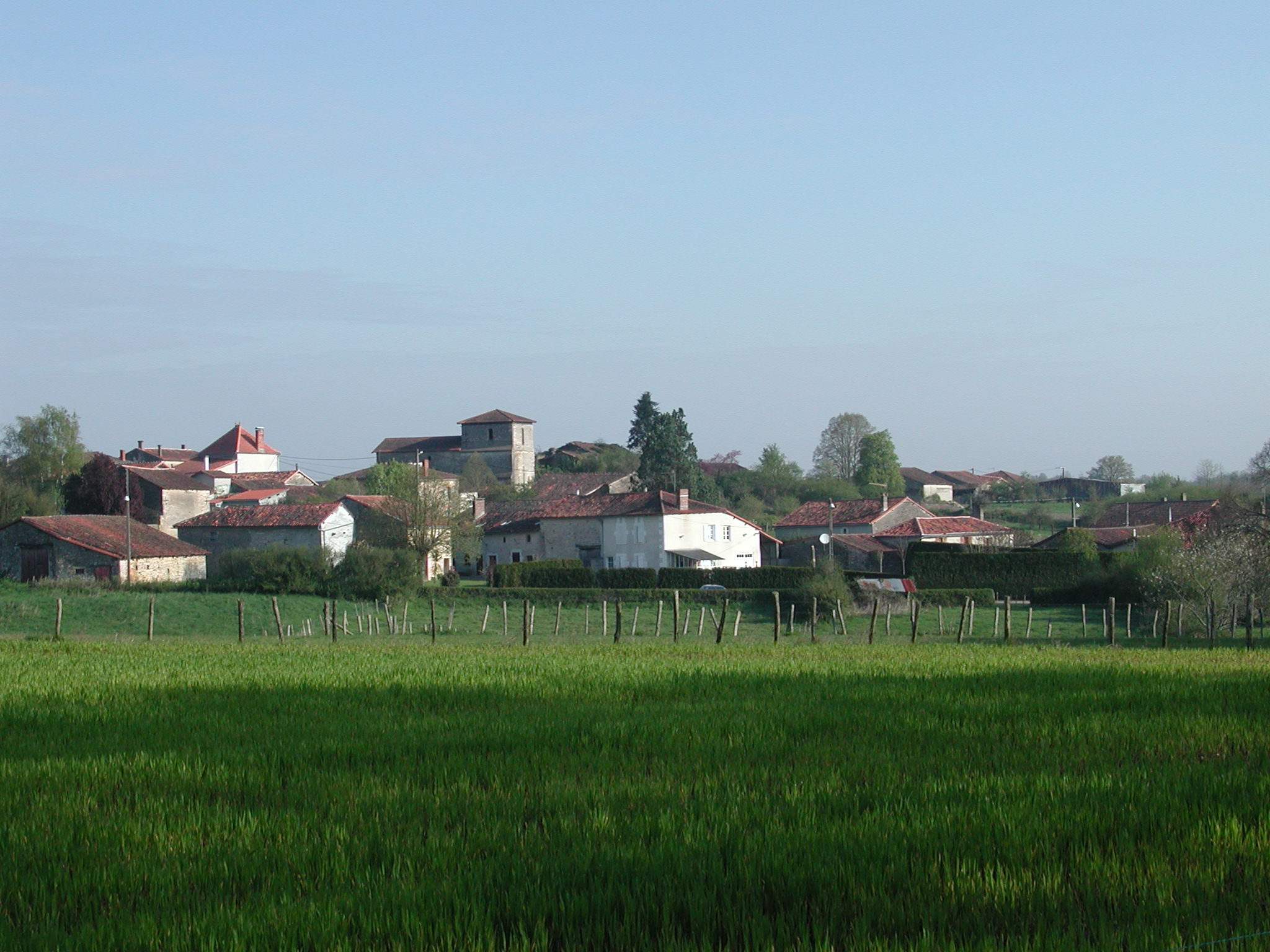
Vue sur le village.
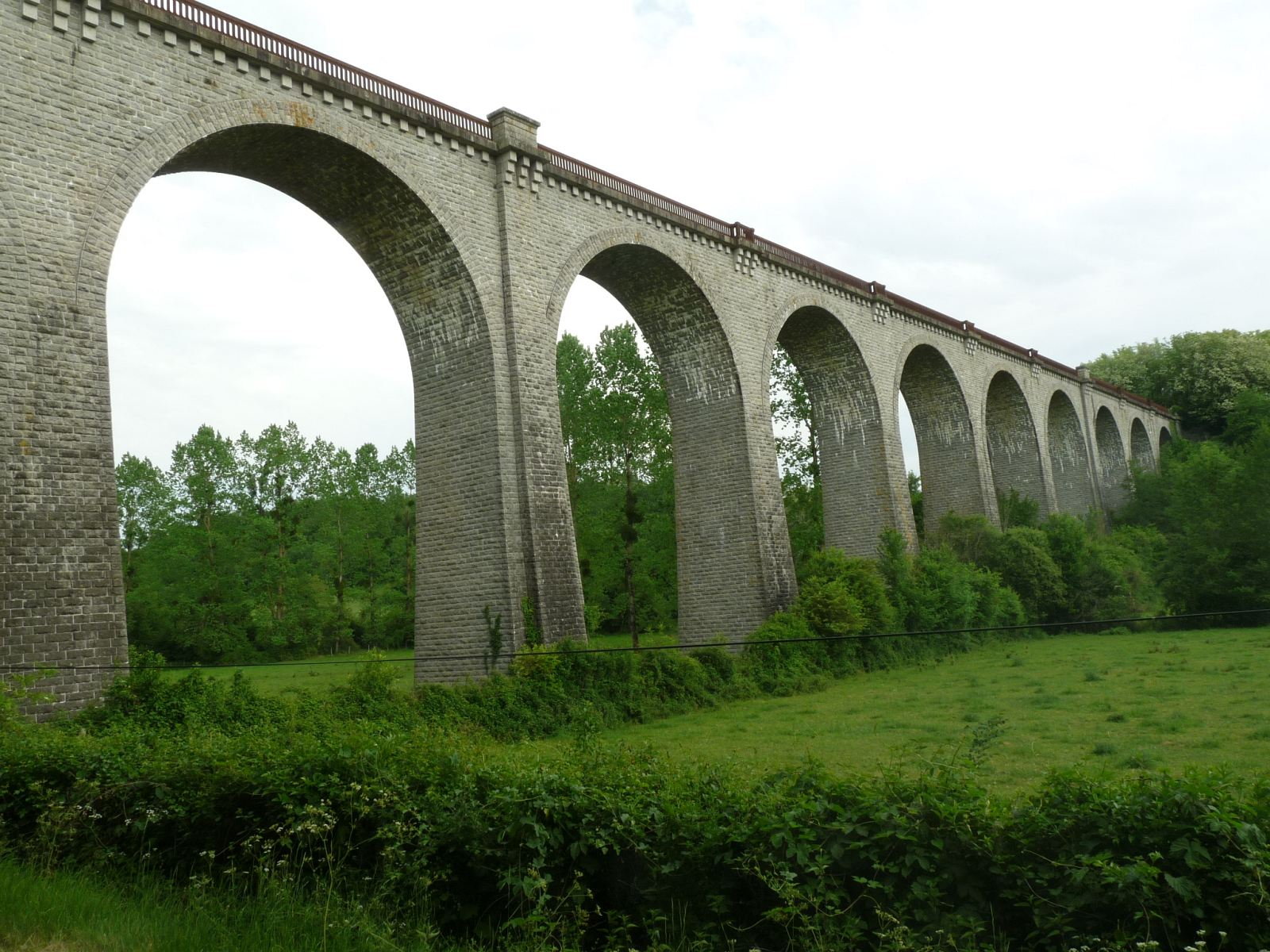
Le viaduc.